# Nalunaq
Nalunaq je zaniklá důlní osada v kraji Kujalleq v Grónsku. Nachází se asi 6 km za hranicí grónského ledovce, takže je to jediná osada na grónském ledovci, která má název v grónštině. Je to také první důl v Grónsku, ve kterém se těžilo zlato. Nachází se asi 40 km severovýchodně od Nanortaliku.

## Historie
V roce 1992 bylo zjištěno, že se na místě nachází zlato. Nalunaq vznikl 1. července 2004. V roce 2006 tu bylo vytěženo 2,3 tun zlata, později však začala těžba upadat. Kromě zlata se tu těžila také rtuť, kadmium, olovo, zinek, měď, chrom, nikl, arsen, selen, kobalt a molybden. Při největším rozkvětu tu pracovalo asi 15 dělníků, v roce 2011 už ale pouze 6 dělníků. Osada zanikla v roce 2013, když se poslední dva dělníci odstěhovali. Nalunaq byla poslední existující důlní osada v Grónsku, v současnosti již žádné další důlní osady neexistují (dříve existovaly ještě doly Maarmorilik, Qullissat a Ivittuut, ty jsou však již natrvalo opuštěné).